# Paraschizognathus tubrabuccae
Paraschizognathus tubrabuccae är en skalbaggsart som beskrevs av Phillip B. Carne 1958. Paraschizognathus tubrabuccae ingår i släktet Paraschizognathus och familjen Rutelidae. Inga underarter finns listade i Catalogue of Life.